# Château Margaux

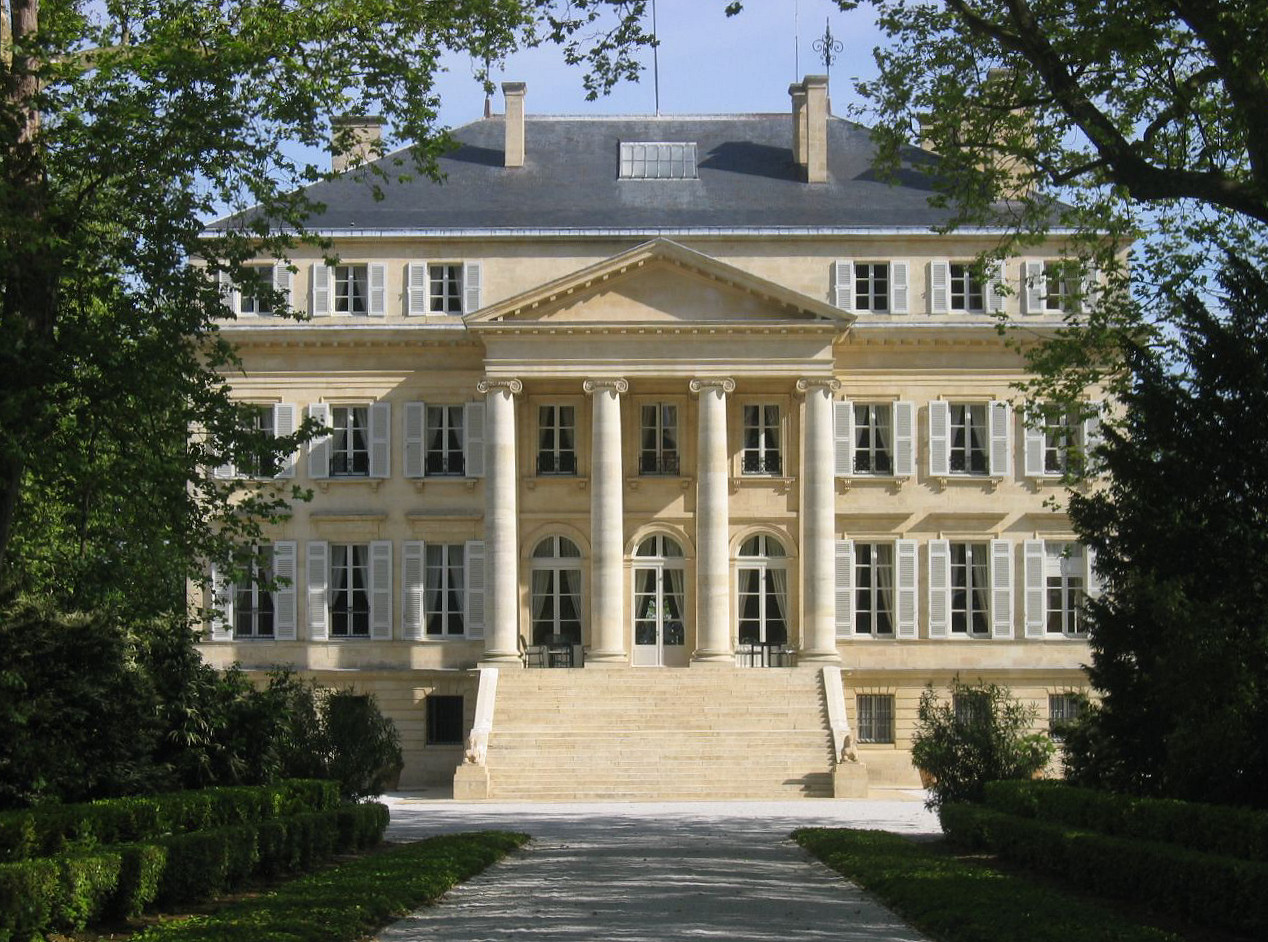
La ricostruzione dello Château Margaux - come si vede oggi - fu completata nel 1812

Château Margaux, in precedenza conosciuta anche come La Mothe de Margaux, è un'azienda vinicola di Bordeaux che produce un vino rosso, fra i primi cinque ad ottenere lo status di Premier cru, nella classificazione di Bordeaux del 1855. I vini rossi della tenuta sono fra i più pregiati al mondo, con bottiglie di Château Margaux grand vin, anche di annate relativamente recenti, valutate più di 500€. La tenuta si trova nel comune di Margaux, sulla riva sinistra dell'estuario della Garonna, nella regione del Médoc, nel dipartimento della Gironda, e il vino è disciplinato dall'AOC di Margaux .
L'azienda produce anche altri vini rossi - Pavillon Rouge du Château Margaux e Margaux de Château Margaux - ed un vino bianco secco denominato Pavillon Blanc du Château Margaux, non conforme però al disciplinare della denominazione Margaux.

## Storia
La tenuta esiste almeno dal XII secolo, con il sito occupato da un castello fortificato noto come Lamothe o La Mothe (da motte, piccolo rialzo nel terreno), e produceva vino con nomi "Margou" e "Margous", ma è con l'arrivo della famiglia Lestonnac, nel XVI secolo, che la produzione di vino divenne di particolare importanza, e negli anni '70 del Cinquecento, Pierre de Lestonnac ampliò la proprietà e convertì molti campi di grano a vite, per aumentare la produzione enologica.
La proprietà continuerà con la discendenza dei Lestonnac in un percorso relativamente diretto, attraverso il lato femminile, con i d'Aulède, Fumel, d'Hargicourt, e con la famiglia Pontac di Château Haut-Brion, in seguito ad un matrimonio nel 1654, che divenne cruciale per l'inclusione di Château Margaux tra i quattro primi accrescimenti dei terreni.
A partire dall'inizio del XVIII secolo, le condizioni della tenuta erano più o meno identiche alla struttura moderna, estendendosi su 265 ettari (650 acri), per un terzo dedicato alla viticoltura. Come per molte altre tenute del Médoc, dai primi anni del XVIII secolo, il vino cambiò rafforzandosi da una bevanda pallida e acquosa poco resistente al tempo, al liquido scuro e complesso che, da allora, veniva conservato nelle cantine. Gran parte di questa positiva evoluzione la si deve ad un amministratore della tenuta, Berlon, che rivoluzionò le tecniche di vinificazione introducendo nuove idee come vietare la raccolta al mattino presto per evitare uve coperte di rugiada e successiva diluizione, e riconobbe l'importanza della qualità del suolo nei vari terroir presenti nella tenuta.
Nel 1771, la tenuta produsse il primo chiaretto venduto da Christie's, e durante una visita a Bordeaux, nel 1787, Thomas Jefferson notò Château Margaux come uno dei "quattro vigneti di prima qualità" della Francia.
Nel periodo della Rivoluzione francese, il proprietario, Elie du Barry, fu ghigliottinato e la tenuta venne espropriata, passando infine al cittadino Miqueau che ne trascurò la cura e la manutenzione. Salvata da Laure de Fumel, Château Margaux fu acquistata, nel 1802, dal marchese de la Colonilla, Bertrand Douat per 654.000 franchi.
Il marchese decise di demolire il vecchio castello della tenuta, dando l'incarico di ricostruirlo, nello stile del Primo Impero, a Louis Combes, uno dei più importanti architetti di Bordeaux, per poi eleggerlo a propria residenza a partire dal 1812.
Il 17 agosto 1835, Margaux fu acquistata dal magnate spagnolo Alejandro María Aguado, primo marchese di Marismas del Guadalquivir, che aveva accumulato un'enorme fortuna come banchiere.
Successivamente, nel 1925, il commerciante di vini bordolesi Fernand Ginestet (allora proprietario dell'adiacente Château Lascombes) acquisì importanti quote di azioni della tenuta, aumentando in maniera graduale il possesso fino a permettere, nel 1949, al figlio Pierre di assumerne la completa proprietà. Nel 1965, Pierre Ginestet introdusse una nuova, e controversa, politica aziendale secondo cui l'anno di vendemmia sarebbe stato apposto solo sulle grandi annate, vendendo il vino delle annate minori quale vino non millesimato, seguendo la pratica commerciale consueta per il vino della Champagne.

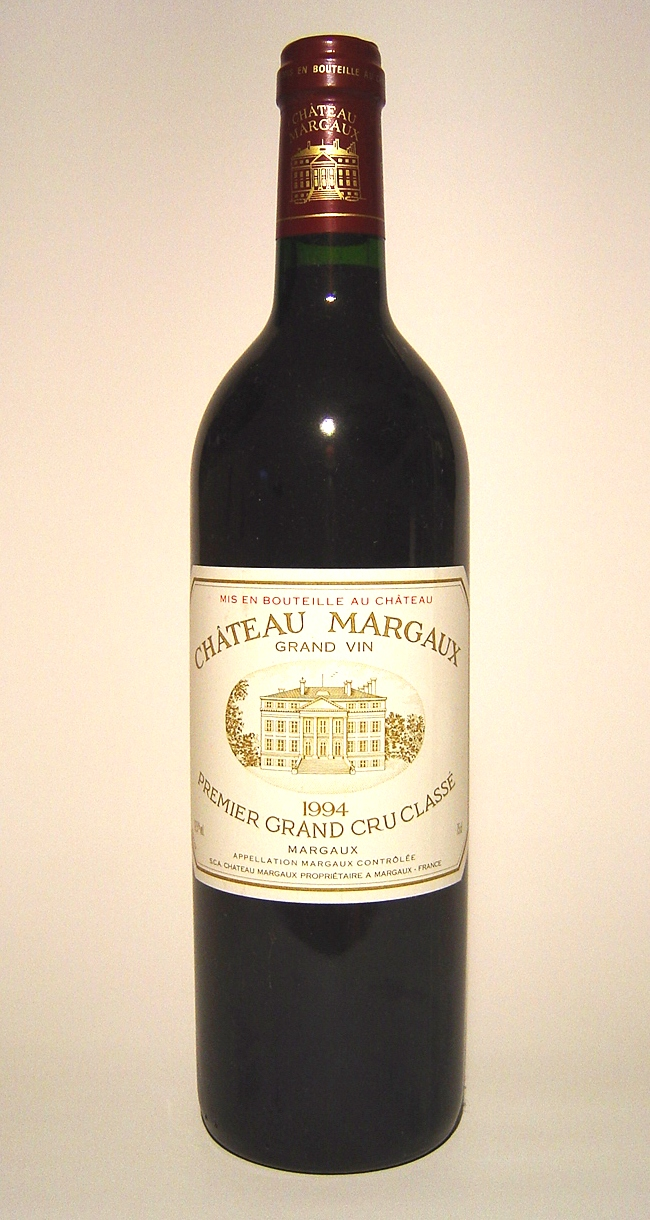
Una bottiglia di Château Margaux del 1994

### Periodo recente

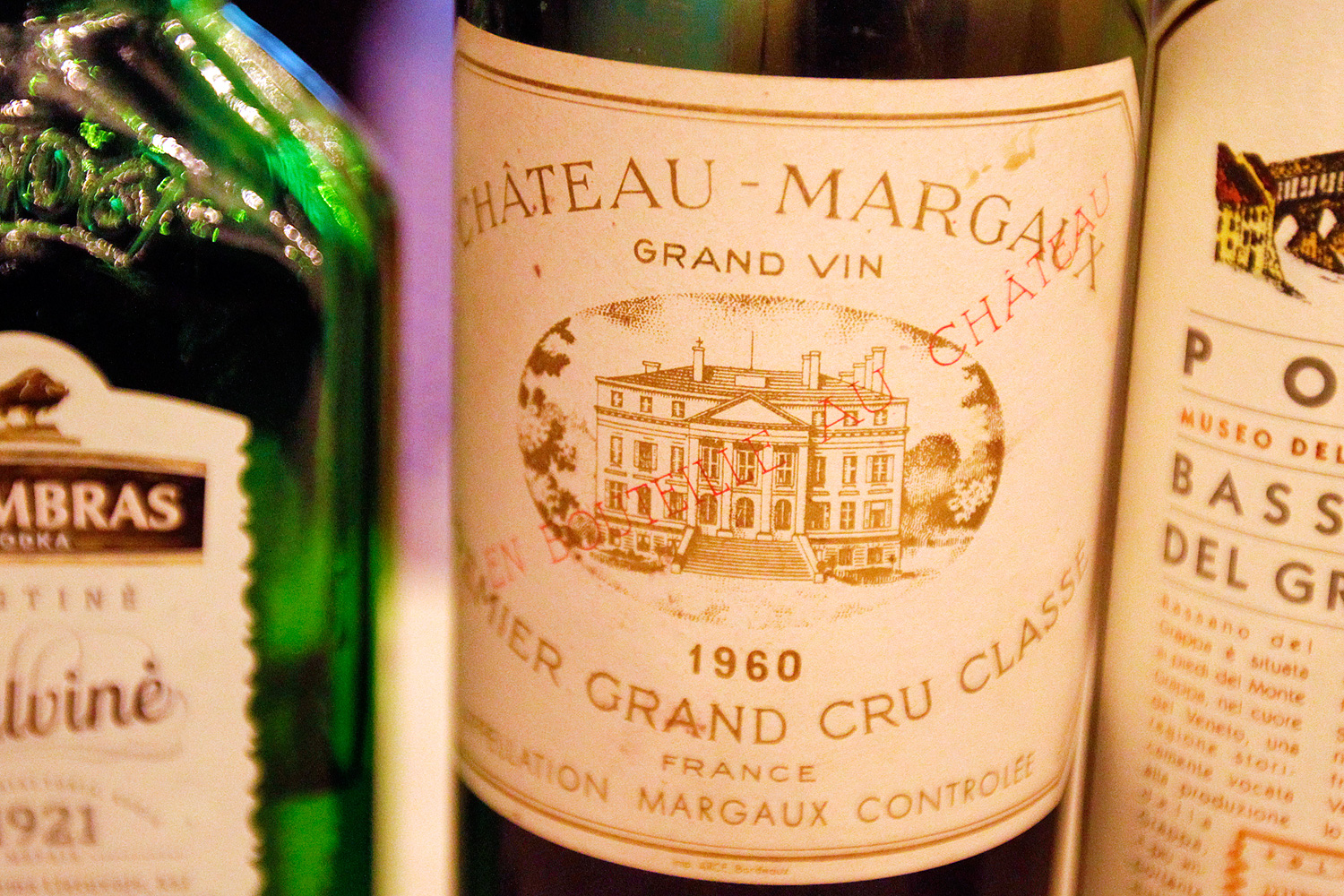
Etichetta della bottiglia di Château Margaux del 1960

In seguito alla crisi economica del 1973, che ebbe ovvi riflessi anche a Bordeaux, la famiglia Ginestet fu costretta a vendere Château Margaux. Un primo tentativo da parte della azienda USA National Distillers & Chemical Corporation di acquisire Château Margaux venne bloccato dal veto dal governo francese che valutò la tenuta come un tesoro nazionale. Tale tentativo venne percepito come sostenuto da The Coca-Cola Company e fu impedito direttamente dal presidente francese Valéry Giscard d'Estaing.
Il trasferimento di proprietà fu comunque completato nel 1976 da parte del gruppo finanziario e alimentare francese Félix Potin, guidato dal greco André Mentzelopoulos, per una somma vicina a 72 milioni di franchi, o 16 milioni di dollari. Mentzelopoulos, avvalendosi della consulenza dell'enologo Émile Peynaud, modificò la tenuta restaurando il vigneto, i chais (i.e., le sale delle botti) e il palazzo trascurati e, alla morte di Mentzelopoulos nel 1980, Château Margaux era considerato sostanzialmente riportato ai suoi precedenti fasti, con le annate 1978 e 1979 dichiarate "eccezionali".
All'inizio degli anni '90 fu negoziato uno scambio di azioni con la famiglia Agnelli, ma la gestione rimase nelle mani di Corinne Mentzelopoulos, figlia del precedente proprietario che promosse Paul Pontallier – la cui tesi di dottorato in Enologia verteva sugli effetti dell'invecchiamento in botte sui vini rossi – alla direzione della Premier Cru. A questa efficace partnership tra proprietà e gestione è riconosciuto il merito di aver elevato Château Margaux nella sua posizione tra i (soli) cinque Châteaux con lo status di Premier Cru. Nel 2003, Corinne Mentzelopoulos riacquistò la quota di maggioranza e divenne l'unica azionista di Château Margaux.
Dal 1989, una bottiglia di Château Margaux 1787, recante incise le iniziali del primo proprietario, Thomas Jefferson, detiene il record di bottiglia di vino più costosa mai rotta, assicurata a $ 225.000 (equivalent to $550,000 nel 2023).
L'attrice Margaux Hemingway mutò il suo nome proprio a causa del vino prodotto dalla tenuta. Nipote del grande scrittore Ernest, l'attrice venne battezzata Margot, decise di cambiare l'ortografia in Margaux quando i suoi genitori le raccontarono la storia del suo concepimento, rammentando che quella notte bevvero alcuni bicchieri di Château Marguax.

## Produzione

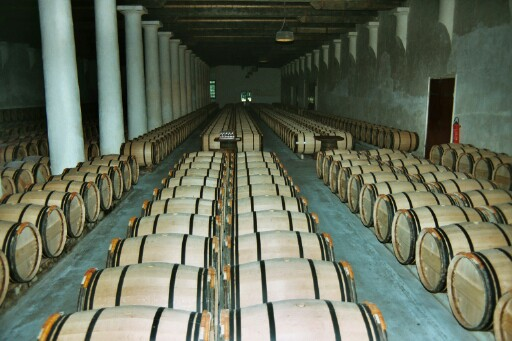
Botti in un chai di Château Margaux

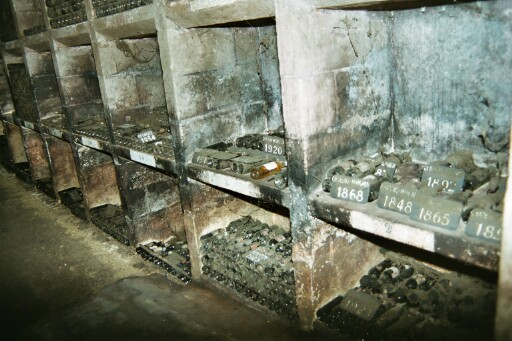
Bottiglie antiche nella cantina dello Château Margaux

I terreni di Château Margaux si estendono su 262 ettari (650 acri), di cui 87 ettari (210 acri) sono vocati per la denominazione di Margaux AOC. 80 ettari (200 acri) sono coltivati a 75% Cabernet Sauvignon, 20% Merlot, 2% Cabernet Franc e Petit verdot. 12 ettari (30 acri) sono coltivati a Sauvignon blanc per produrre il Pavillon Blanc bianco secco.
La produzione media annua del Grand vin, Château Margaux, è di 150.000 bottiglie, mentre il meno importante, Pavillon Rouge du Château Margaux, ha una produzione media di 200.000 bottiglie. Il bianco secco - Pavillon Blanc du Château Margaux - viene mediamente prodotto in circa 35.000 bottiglie, ed è venduto con la generica AOC Bordeaux, poiché l'uva Sauvignon blanc non rientra nel disciplinare dell'AOC Margaux. La restante parte della produzione, quella che viene definita "uva minore", viene smerciata sfusa.